# Clathurella perdecorata
Clathurella perdecorata é uma espécie de gastrópode do gênero Clathurella, pertencente a família Clathurellidae.